# Psychologický thriller
Psychologický thriller je jeden z filmových a literárních žánrů. Ve filmu jsou obsahem psychologického thrilleru prvky psychologického filmu a thrilleru — téma pojednávající o lidských chováních, tělesných prožívání a duševních procesech kombinující se s napětím. Příkladem filmového psychologického thrilleru může být Dokonalý únik (2009) nebo Prokletý ostrov (2010).